# Isaiah Dorman
Isaiah Dorman (fallecido el 25 de junio de 1876) fue un intérprete del Ejército de los Estados Unidos durante las Guerras Indias. Murió en la batalla de Little Bighorn, siendo el único hombre negro que participó y murió en este enfrentamiento.

## Primeros años y servicio en el Ejército de los EE. UU.
No se sabe mucho de los primeros años de Dorman. Supuestamente su padre era afrojamaicano y su madre una mestiza africana y lenape. Existen fechas de nacimiento que van de 1832 (en Filadelfia, como ciudadano libre) a 1840. Otros registros sugieren que era un esclavo de la familia D'Orman en Luisiana en la década de 1840 y que pudo haber escapado y huido al Oeste. En 1850, se había establecido cerca de Fort Rice en el Territorio de Dakota, donde se mantenía cortando y recogiendo leña para la guarnición. Mantenía relaciones amistosas con los indios y probablemente conocía a Toro Sentado, según el exitoso libro de Evan Connell de 1985, El hijo de la estrella de la mañana. 
Vivió con la tribu lakota como trampero y comerciante en la década de 1850 y se casó con una joven de la banda de Inkpaduta de los santee sioux llamada Celeste St. Pierre. Su nombre dakota era "Cetan Sapa", Halcón Negro. Los sioux lo conocían como "Azimpi". No se conocen fotografías ni retratos de él, y las únicas descripciones existentes lo describen como "muy grande" y "muy negro". Una pictografía india de la retirada de Reno muestra a un hombre negro con uniforme del ejército tendido en el suelo junto a un caballo blanco postrado, con "un pulgar derecho anormalmente grueso". 
En noviembre de 1865, fue contratado para transportar el correo en una ruta de 360 millas (579,4 km) de ida y vuelta entre Fort Rice y Wadsworth por $100 al mes, un buen salario en ese momento. Se dice que no tenía caballo y caminaba toda la distancia con su saco de dormir sobre su hombro y el correo en una bolsa impermeable. Hizo esto durante unos dos años. 
En septiembre de 1871, sirvió como guía e intérprete para un grupo de ingenieros que realizaban el estudio del Ferrocarril del Pacífico Norte. Es posible que haya acompañado al 7.º de Caballería en la expedición a las Colinas Negras (Black Hills) de 1874; existen referencias al "sirviente de Custer, 'Isa' ", debido a que pudo haber sido confundido por personas que no sabían quién era.

## Dorman durante la Batalla de Little Bighorn
A finales de la primavera de 1876, George Armstrong Custer contrató a Dorman como intérprete para su expedición a las orillas del Little Bighorn (Al menos un informe dice que Dorman no había partido con el resto de la columna de Montana, sino que la había alcanzado en Rosebud con un mensaje y cuando intentó regresar a Fort Lincoln, Custer le ordenó que se quedara. Sin embargo, la solicitud de Custer para su asignación aún se conserva y está fechada el 14 de mayo).

El 25 de junio de 1876, Dorman acompañó al destacamento del mayor Marcus Reno a la batalla y se quedó atrás cuando Reno se retiró al otro lado del río hacia los altos acantilados. Según la mayoría de los relatos, como el de Connell (1985), cuidó bien de sí mismo: disparó a varios bravos con un rifle deportivo no reglamentario. Según el relato de un superviviente indio de la batalla:
"Nos cruzamos con un hombre negro con uniforme de soldado y lo atrapamos. Giró sobre su caballo y le disparó a un indio justo en el corazón. Entonces los indios dispararon contra este hombre y acribillaron a balazos su caballo. Su caballo cayó de espaldas y el hombre negro no pudo levantarse. Lo vi mientras pasaba a caballo".
Según Connell, los sobrevivientes blancos cuentan una historia similar. Dorman había sido derribado pero continuó disparando contra los indios:
"El soldado Roman Rutten, a diferencia de Vestal [Stanley Vestal], sí luchó en Little Big Horn y su informe de la última resistencia de Isaías resuena. Rutten estaba en un caballo que odiaba el olor de los indios, por lo que su problema inmediato era cómo permanecer en la silla. Durante un viaje alocado, se cruzó con Isiaih [sic], cuyo caballo había sido tiroteado. El hombre negro estaba de rodillas y disparaba con cuidado con un rifle deportivo no reglamentario. Él levantó la vista y gritó: "Adiós, Rutten".
Otros relatos de testigos oculares sobrevivientes indican que Dorman fue torturado por un grupo de mujeres que lo golpearon con mazas de piedra, lo cortaron repetidamente con cuchillos y le dispararon perdigones en las piernas. Un detalle curioso del que se tiene noticia es que su cafetera y su taza estaban al lado llenas de sangre. El informe de que había sido "abierto en canal" puede ser un error del traductor; cerca de su cuerpo estaba el de uno de los exploradores arikara del ejército, que había sido abierto en canal y con una rama de sauce clavada en la abertura. Para los indios de las llanuras, las mutilaciones sobre los enemigos eran características de diferentes tribus y marcas particulares significaban ciertas cosas. En cuanto a la tortura sufrida, los indios lo consideraban un traidor que había luchado con los casacas azules contra ellos.
Una larga tira de piel de 40 x 5 cm fue arrancada del cuerpo de Dorman durante la mutilación. Luego la secaron y la conservaron durante décadas los nativos como trofeo de guerra. Asustado de un rayo se la vendió a Eugene Burdick en 1932. Su padre y su abuelo lucharon en la batalla y es probable que sean los recolectores de este macabro trofeo. En 1986, Eugene lo donó al Museo Estatal de Dakota del Norte, donde aún hoy se encuentra.

## Dorman y Toro Sentado

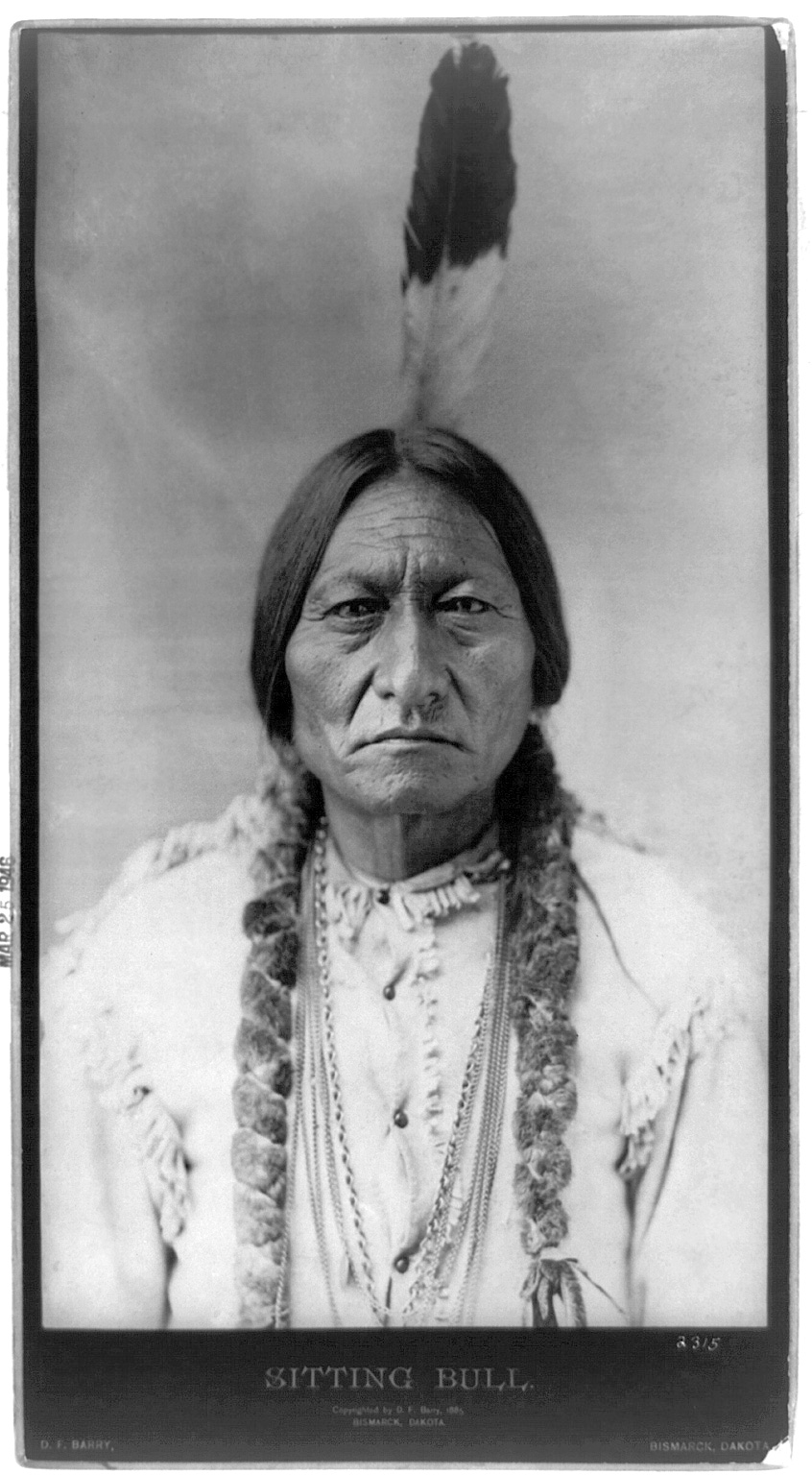
Se dice que el curandero sioux Toro Sentado le ofreció a Dorman un último trago de agua en el campo de batalla.

La última resistencia de Dorman en Little Bighorn está documentada en Sitting Bull-Champion of the Sioux de Stanley Vestal (Houghton Mifflin Company, Boston, 1932), "Isaiah Dorman and the Custer Expedition" de Ronald McConnell, Journal of Negro History, 33 (julio de 1948), y en Troopers with Custer: Historic Incidents of the Battle of the Little Big Horn de E. A. Brininstool, 1925, 1989. Vestal relata que Dorman fue tiroteado y herido por los indios en el campo de batalla. El jefe sioux Toro Sentado reconoció al intérprete negro y se detuvo durante la lucha para darle un último trago de agua. Según Vestal:
"El negro pidió agua y Toro Sentado tomó su copa de cuerno de búfalo negro pulido, sacó un poco de agua y le dio de beber".
Connell sostiene que Dorman y Toro Sentado probablemente se conocían, pero duda de la veracidad de la oferta de bebida del jefe sioux, señalando que historias similares de caballerosidad al estilo europeo eran comunes en ese momento. Sin embargo, algunos escritores sobre Toro Sentado repiten el relato como creíble, sugiriendo que tenía poco que ver con nociones sentimentales de gran caballerosidad de influencia occidental, sino más bien con un gesto práctico del líder sioux hacia un hombre condenado. El agua que se le dio y la orden de detenerse fueron, por lo tanto, un alivio temporal, un último reconocimiento al intérprete que el curandero y líder había conocido personalmente.
Una biografía de Toro Sentado escrita en 2008 por el destacado historiador Robert Utley relata el incidente con más detalle. Según Utley, Dorman cayó, gravemente herido en el pecho, y varios guerreros se reunieron alrededor para terminar el trabajo. Dorman hizo una última súplica en lengua sioux a "mis amigos", pidiéndoles que no lo desafiaran, puesto que ya estaba muerto. Toro Sentado se acercó y dijo: «No matéis a ese hombre, es amigo mío». El líder sioux desmontó, vertió agua en una copa de cuerno de búfalo y se la dio al hombre negro. Cumplida así su obligación, Toro Sentado montó de nuevo y siguió adelante. Túnica de Águila o Mujer Manta Caminante, una mujer hunkpapa que recorría el campo de batalla, despachó a Dorman con un disparo de rifle, y otras que la seguían mutilaron al moribundo y luego el cuerpo. Esto se hacía para que el enemigo no quedara bien en el mundo espiritual. Cualquiera que sean los detalles exactos, la mayoría de los escritores coinciden en que Dorman era amigo de los indios, pero esto no lo salvó una vez que se inició la batalla.

## Secuelas
El cuerpo de Dorman fue encontrado justo al lado del bosque, cerca de la casa de Charley Reynolds y fue enterrado en el campo de batalla de Reno. Fue exhumado y reenterrado en 1877 en el Cementerio Nacional de Custer.
En el informe oficial del intendente Nowlan sobre la campaña del 7.º de 1876, se menciona una partida de $62,50 como adeudada a Dorman por los servicios prestados en junio de 1876. Un hombre llamado Isaac McNutt, que trabajaba como empleado de mantenimiento en Fort Rice, intentó reclamar el salario, pero su reclamación fue rechazada por falta de pruebas de conexión. No se pudo encontrar a la viuda india de Dorman y es posible que el relato aún despierte interés en algún lugar de la burocracia del ejército.

## Representación en la cultura popular
En la miniserie de televisión de 1991 de la American Broadcasting Company, Son of the Morning Star, se ve a un hombre negro luchando bajo el mando de Marcus Reno. Es atacado por indios, asesinado y le arrancan el cuero cabelludo. Esto concuerda con lo conocido de la muerte de Isaiah.